# Józef Łęgowski (1852–1930)
Józef Łęgowski ps. „Nadmorski”, „Kozłowski” (ur. 8 stycznia 1852 w Michorowie, zm. 13 listopada 1930 w Poznaniu) – polski historyk, etnograf, językoznawca i nauczyciel.

## Życiorys
Józef Łęgowski był synem chłopa Jana i Marianny z domu Kozłowskiej. Uczył się w Pelplinie i Chełmnie w gimnazjum, gdzie w 1875 zdał maturę. Na uniwersytecie we Wrocławiu i Królewcu odbył studia z zakresu historii, geografii oraz języków klasycznych i na podstawie dysertacji o Konradzie Wallenrodzie uzyskał doktorat filozofii. Profesor gimnazjalny kolejno: w latach 1881–1886 w Wejherowie, w latach 1886–1893 w Arnsbergu w Westfalii, w latach 1893–1905 w Wągrowcu i wreszcie od 1905 w Poznaniu. Na emeryturę przeszedł w 1915, a w 1918 włączył się aktywnie do tworzenia szkolnictwa polskiego na terenie zaboru pruskiego. Od 27 listopada 1918 był pełnomocnikiem Rady Żołniersko-Robotniczej przy Prowincjonalnym Kolegium Szkolnym, a od 1 lutego 1919 kierownikiem Prowincjonalnego Kolegium Szkolnego w Poznaniu i od 1 stycznia 1920 prezesem Pomorskiej Komisji dla spraw wyznaniowych i szkolnych w Toruniu. W latach 1920–1923 pełnił funkcję prezesa Towarzystwa Naukowego w Toruniu. 
2 maja 1922 został odznaczony Krzyżem Oficerskim Orderu Odrodzenia Polski „za zasługi, położone dla Rzeczypospolitej Polskiej na polu pracy obywatelskiej”.
W latach 1923–1928 mieszkał w Krotoszynie, a następnie w Poznaniu, gdzie 16 grudnia 1930 zmarł i został pochowany na cmentarzu Świętomarcińskim. Podczas wojny grób przeniesiono na cmentarz w Luboniu. 
Był autorem pracy „Kaszuby i Kociewie”, w której zawarł pierwszy obszerniejszy obraz etnograficzny obu regionów i zachęcał nie tylko do zwiedzania Gdańska, Sopotu i Helu, ale także tzw. „Szwajcarii Kaszubskiej”. Współpracował m.in. z „Pamiętnikiem Fizjograficznym”, „Wisłą” i „Wszechświatem”, pisał też pod pseudonimem Dr. Nadmorski
Był od 1886 żonaty z Ludwiką Kazimierą Masłowską. Miał dzieci: Stanisława (1887-1939), dyrektor Urzędu Morskiego w Gdyni, zamordowany przez hitlerowców, Wandę Agnieszkę, zamężną Cybichowską (1890-1959), polonistkę, Ludwika Zygmunta (ur. 1892), pułkownika i Witolda (ur. 1905), bankowca.

## Wybrane publikacje
- Ludność polska w Prusach Zachodnich: jej rozwój i rossiedlenie w bieżącem stuleciu (1889)
- Kaszuby i Kociewie: język, zwyczaje, przesądy, podania, zagadki i pieśni ludowe w północnej części Prus Zachodnich (1892)
- Polnisches Lesebuch: mit einer Literaturübersicht, Lebenschreibungen und Erklärungen (1921)